# Polskie Gimnazjum imienia Juliusza Słowackiego

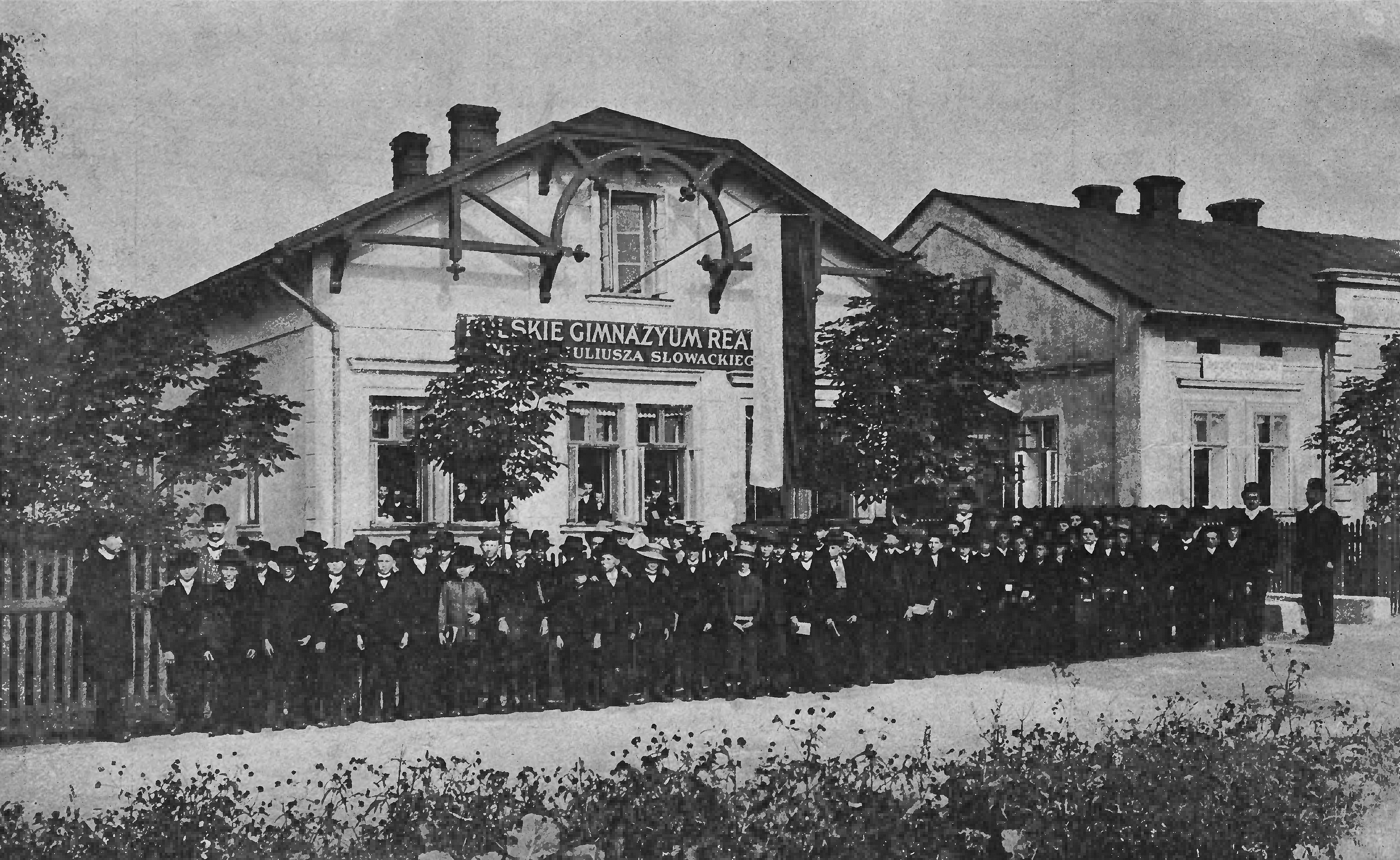
Polskie Gimnazjum Realne im. Juliusza Słowackiego w Orłowej (1909)

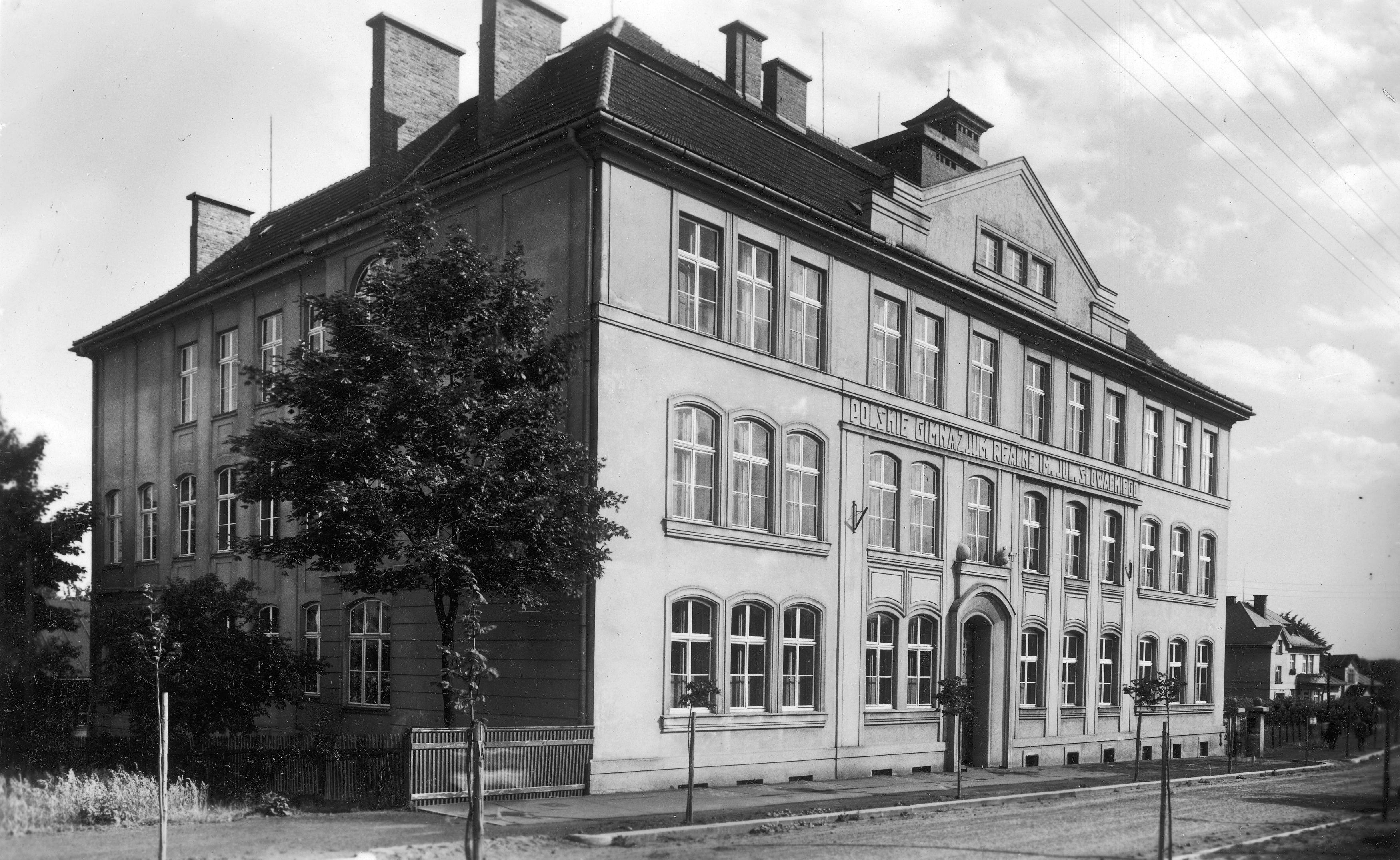
Polskie Gimnazjum Realne w Orłowej - Obrokach

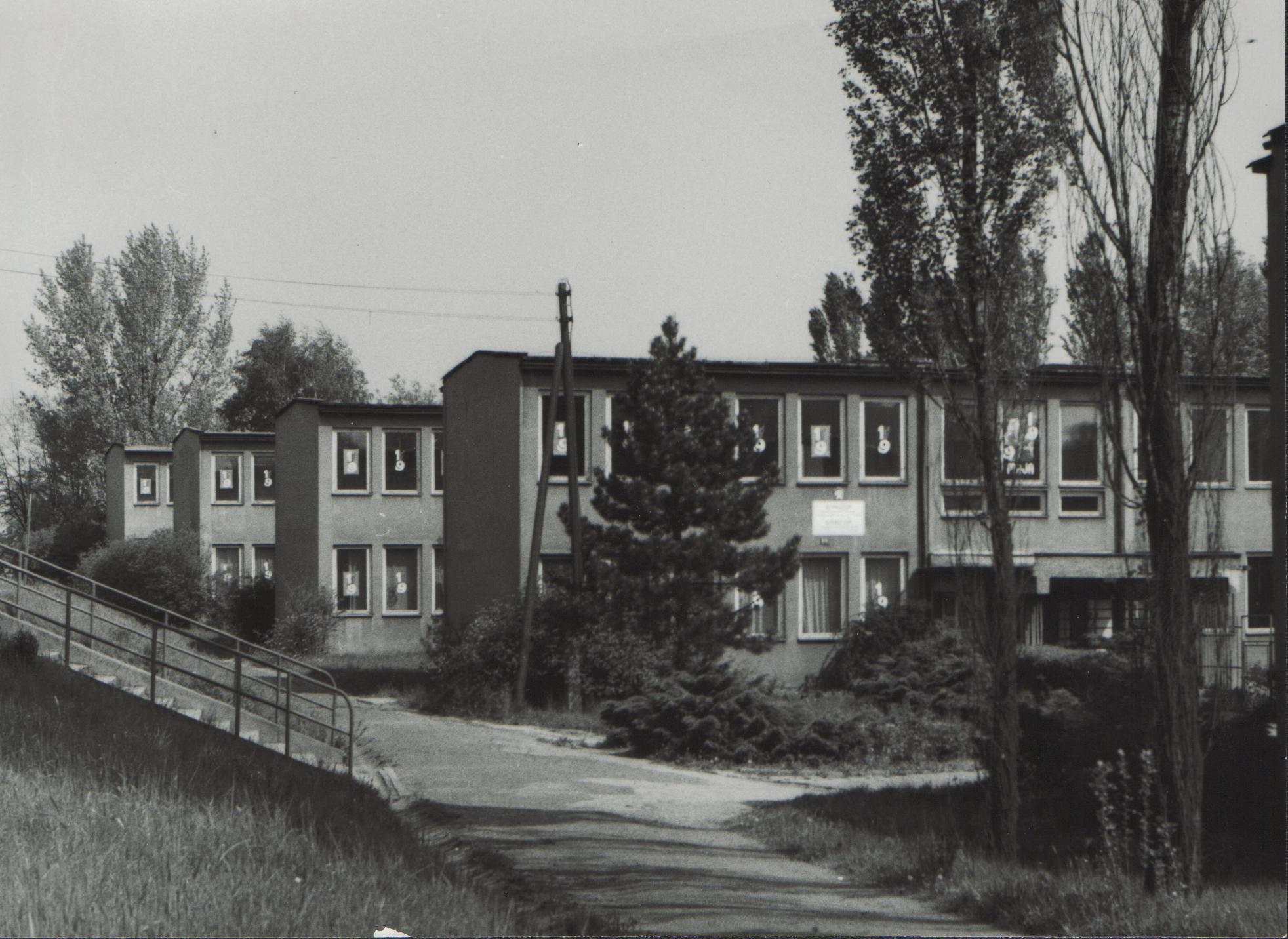
Polskie Gimnazjum w Orłowej - Łazach

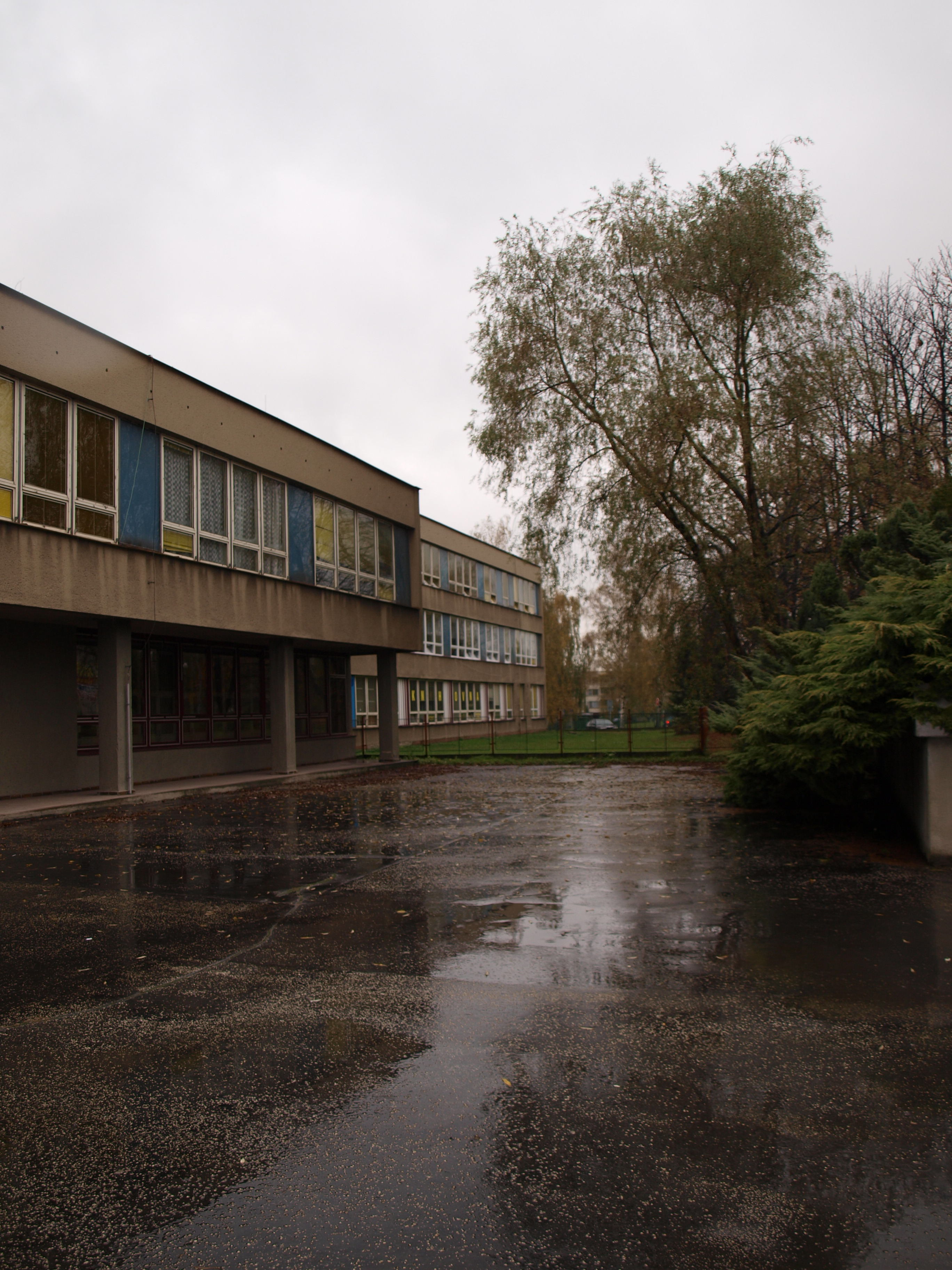
Polskie Gimnazjum w Karwinie

Polskie Gimnazjum imienia Juliusza Słowackiego, z siedzibami w Orłowej i Karwinie (Czechy), to założona w roku 1909 pierwsza (i do roku 1938 jedyna) na obszarze współczesnego Zaolzia ogólnokształcąca szkoła średnia z polskim językiem nauczania.

## Nazwy
- Polskie Gimnazjum Realne imienia Juliusza Słowackiego w Orłowej 1909
- Jedenastoletnia Szkoła Średnia z polskim językiem nauczania w Orłowej 1954
- Ogólnokształcąca Szkoła Średnia z polskim językiem nauczania w Orłowej 1961
- Gimnazjum z Polskim Językiem Nauczania, klasy elokowane w Orłowej–Łazach 1964
- Gimnazjum z Polskim Językiem Nauczania, klasy elokowane w Karwinie 1993

## Historia

### Tło historyczne
Orłowa tradycyjnie zamieszkiwana była przez ludność polskojęzyczną. Dodatkowo w dobie szybkiego rozwoju przemysłu, szczególnie po otwarciu w 1869 Kolei Koszycko-Bogumińskiej, była celem znacznej imigracji robotniczej z Galicji, ale też drobnomieszczańskiej z Czech, żydowskiej i niemieckiej. Liczba ludności na tym stosunkowo niewielkim terytorium wzrosła z 2955 w 1880 do 8334 w 1910. Wśród inteligencji polskiej pojawiły się coraz silniejsze żądania założenia polskiej szkoły średniej, bardzo potrzebnej w celu kształcenia polskich inżynierów górniczych i hutniczych. Odbyło się to z narastającą w tle pod koniec XIX wieku polsko-czeską rywalizacją. Działacze czescy domagali się rezygnacji z polskiego projektu szkoły. Jednocześnie w 1892 założyli oni staraniem fundacji SMOL własną szkołę, której prezes skomentował to słowami Było dla nas jasne, że poprzez stratę Orłowej jest rozstrzygnięty los całego rewiru i tym samym Cieszyńskiego. Dlatego krok polski musiał być sparaliżowany, gdyby nawet miały być poniesione największe ofiary majątkowe.

### 1909–1920
- 25 października 1908 Walne Zebranie Macierzy Szkolnej Księstwa Cieszyńskiego uchwaliło rozpoczęcie starań o założenie polskiej szkoły średniej.
- 8 grudnia podjęto ostateczną decyzję o jej powstaniu. Na siedzibę zakładu wybrano Orłową, miasto z dobrymi połączeniami komunikacyjnymi i potencjalnym narybkiem uczniowskim.
- 7 września 1909 Ministerstwo Wyznań i Oświaty w Wiedniu wydało rozporządzenie, zezwalające na otwarcie prywatnego polskiego gimnazjum w Orłowej.
- Uroczyste otwarcie zakładu nastąpiło dnia 23 września 1909. Powstało Polskie Gimnazjum Realne imienia Juliusza Słowackiego. Szkoła wybrała na swego patrona wieszcza, którego setna rocznica urodzin przypadła właśnie w tym roku.
- Do pierwszej klasy zgłosiło się 92 uczniów. Już w roku szkolnym 1913/14 studiowało w szkole 329 uczniów.
- Rozpoczęcie I wojny światowej w 1914 roku miało niekorzystny wpływ na losy zakładu. W chwili wybuchu wojny, w lipcu 1914, do wojska austro-węgierskiego powołani zostali niektórzy profesorowie wraz z dyrektorem, później również niektórzy studenci. Wielu uczniów wstąpiło do legionów polskich. Pojawiły się również pierwsze ofiary wojny. Szkoła została w listopadzie 1914 roku zamknięta. Jednak przerwa w nauce nie trwała zbyt długo, już w początkach roku 1915 ponownie ją otwarto. W lipcu 1917 w Gimnazjum odbyły się pierwsze egzaminy dojrzałości, dla 9 uczniów klasy VIII.

### 1920–1939
- Po skończeniu I wojny światowej na terenach byłych Austro–Węgier powstały niepodległe państwa narodowe – 28 października 1918 Czechosłowacja a 11 listopada Polska. Orłowa znalazła się na terenie Czechosłowacji. Stosunki narodowościowe były jednak zaostrzone, ponieważ oba nowe państwa toczyły spór o Śląsk Cieszyński. Liczne konflikty przyczyniły się do tego, że szkoła została ponownie zamknięta, od 15 maja 1920 do końca wakacji. W tym czasie w budynku kwaterowały oddziały wojska czeskiego.
- Po rozstrzygnięciu konfliktu, gdy 28 lipca 1920 dokonano podziału Śląska Cieszyńskiego między Polskę i Czechosłowację, Orłowa znów przypadła Czechosłowacji. 17 września 1920 roku Polskie Gimnazjum Realne zostało otwarte jako prywatna ośmioletnia szkoła średnia z polskim językiem wykładowym.
- Po 18 latach spokojnej i owocnej pracy pedagogicznej 1 października 1938 Czechosłowacja zmuszona została odstąpić tereny Śląska Cieszyńskiego Polsce. Po zamknięciu szkół czeskich młodzież czeskiego pochodzenia zgłosiła się do polskiego gimnazjum i w Orłowej założona została druga polska szkoła średnia.
- W gimnazjum plany nauczania w klasach niższych oparto na programie polskim, natomiast w klasach wyższych pozostawiono dawne, czechosłowackie.
- 1 września 1939 roku, wraz z wybuchem drugiej wojny światowej, po wcieleniu Śląska Cieszyńskiego do Rzeszy Niemieckiej i pojawieniu się oddziałów hitlerowskich, wszystkie polskie szkoły zostały zamknięte.

### 1939–1945

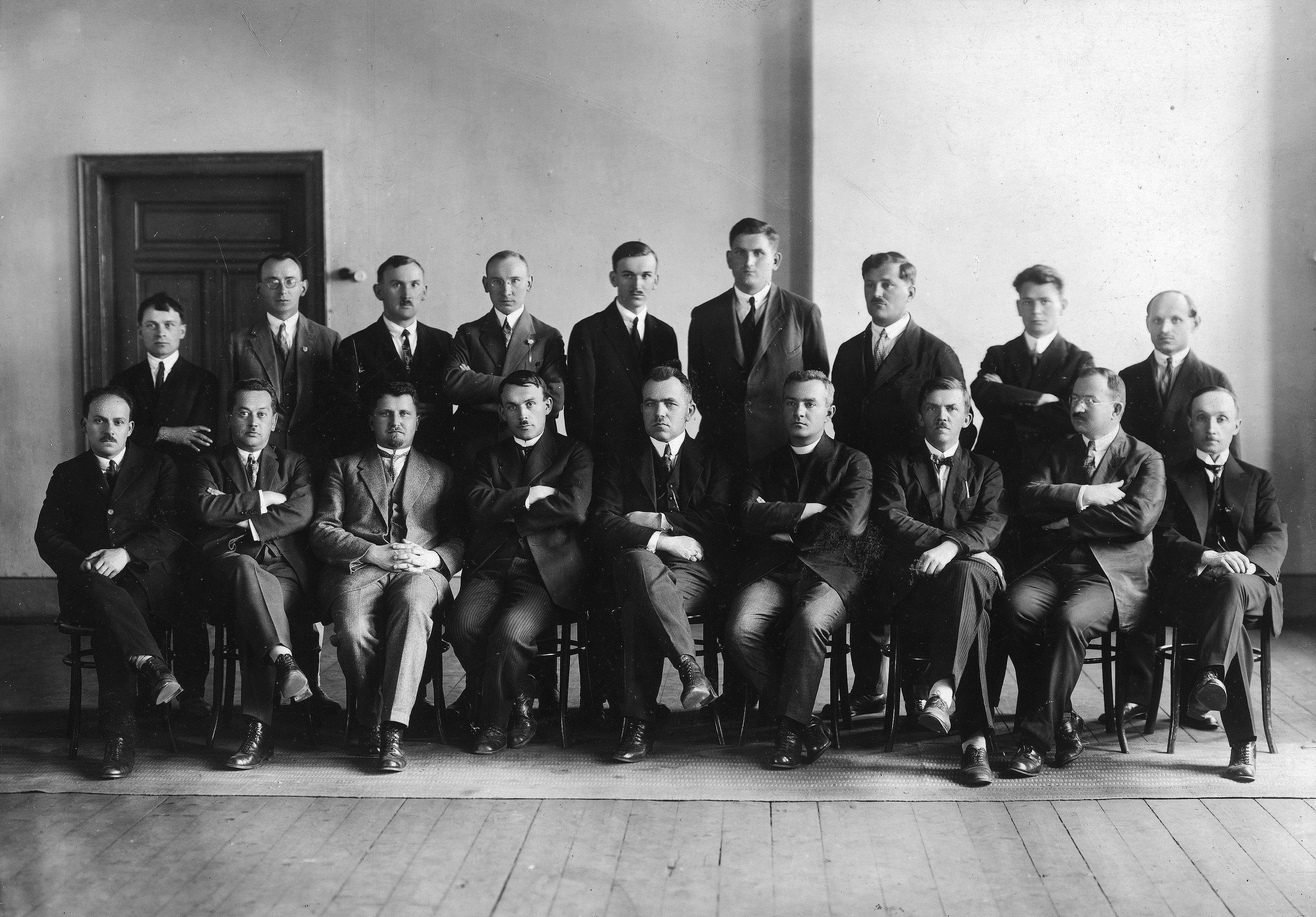
Dyrektor Polskiego Gimnazjum Realnego im. Juliusza Słowackiego w Orłowej Piotr Feliks (siedzi pośrodku) w otoczeniu nauczycieli

- Niektórzy profesorowie pozostali na miejscu, niektórzy opuścili Orłową, bojąc się represji niemieckich. W dniach 10-12 kwietnia 1940, a także w maju tego samego roku została przeprowadzona obława policyjna i profesorów aresztowano oraz wywieziono do obozów koncentracyjnych. Straciło tam życie kilkudziesięciu pedagogów wywiezionych z terenu Śląska Cieszyńskiego. W grudniu 1940 gestapo aresztowało dyrektora Piotra Feliksa, który ukrywał się w Krakowie. Został rozstrzelany 3 lipca 1941 w obozie Auschwitz. Inni członkowie grona profesorskiego, absolwenci i uczniowie zostali zamordowani np. w Mauthausen-Gusen (21 osób, najstarszy w wieku 41 lat, najmłodszy 23); w Auschwitz (25 osób, najstarszy 45 lat, najmłodszy 21); w Dachau (5 osób, najstarszy 38 lat, najmłodszy 28). Większość z tych, którzy zginęli w obozach koncentracyjnych, była torturowana i rozstrzelana. Niektórzy zmarli w gettach, podczas działań wojennych, w obozach pracy przymusowej i w mniejszych obozach koncentracyjnych.
- Młodzież, która uczęszczała do szkół polskich, musiała przenieść się do placówek niemieckich. Obowiązek ten dotyczył uczniów do lat 14, starsi zmuszeni byli pracować w niemieckich zakładach pracy.
- Podczas okupacji niemieckiej w budynku gimnazjum umieszczono szkołę górniczą, później niemieckie seminarium nauczycielskie, w ostatnich miesiącach wojny znajdował się tam szpital wojskowy a pod sam koniec koszary. Kiedy szkoła niemiecka przestała istnieć, wszystkie ławki, stoły, przyrządy gimnastyczne oraz przeważająca część zbiorów naukowych zostały wywiezione w niewiadome miejsce. Większość książek z biblioteki spalono. Budynek uległ poważnemu uszkodzeniu.
- W dniach 1 i 2 maja 1945 Armia Radziecka wyzwoliła Orłową i skończył się okres niewoli faszystowskiej.

### 1945–1964
- Wkrótce po wyzwoleniu spod okupacji hitlerowskiej w Orłowej powstał Komitet Szkolny, który rozpoczął starania o ponowne otwarcie polskich szkół. W sierpniu 1945 zaczęto odnawianie budynku gimnazjum i bursy studenckiej. W pracach tych uczestniczyli rodzice uczniów i starsza młodzież.
- Na podstawie wpisów próbnych, do których zgłosiło się 350 uczniów, 18 września 1945 Ministerstwo Szkolnictwa i Oświaty Czechosłowacji wydało pozwolenie na otwarcie Polskiego Gimnazjum Realnego w Orłowej. By móc uczęszczać i pracować w gimnazjum, studenci i profesorowie musieli posiadać obywatelstwo czechosłowackie i być „pod względem narodowym i politycznym nienagannym”.
- Uroczyste rozpoczęcie roku szkolnego odbyło się 1 października 1945. Po nabożeństwach katolickim i ewangelickim, podczas spotkania w auli szkoły wspomniano ofiary wojny spośród grona pedagogicznego i uczniów (zginęło 6 profesorów i ponad 140 absolwentów i uczniów).
- W lutym 1948 doszło w Czechosłowacji do przejęcia władzy przez partię komunistyczną. Wydarzenia te dotyczyły również gimnazjum – 24 lutego szkoła brała udział w godzinnym strajku komunistycznych związków zawodowych, 27 lutego na pierwszej lekcji odbyły się rozmowy z uczniami na temat nowej władzy.
- W tym samym roku weszła w życie nowa ustawa szkolna, na mocy której gimnazja przekształcone zostały w szkoły czteroletnie, w ten sposób przestaje istnieć gimnazjum ośmioklasowe. Ustawa ta obowiązywała jednak tylko przez 5 lat, bowiem w roku 1953 nastąpiła kolejna reorganizacja szkolnictwa czechosłowackiego – wprowadzono tzw. jedenastoletnie szkoły średnie, których ostatnie trzy klasy miały przygotowywać młodzież do studiów na uczelniach wyższych. Na podstawie tej ustawy poprzez połączenie polskiej szkoły ludowej w Orłowej I i Polskiego Gimnazjum pojawiła się Polska Jedenastoletnia Szkoła Średnia w Orłowej. W roku 1961 powstała tzw. Ogólnokształcąca Szkoła Średnia, która od 1 września 1969 zmieniła się w czteroletnie gimnazjum.
- Tuż przed rocznicą 50-lecia szkoły przeprowadzono generalny remont budynku z zewnątrz, a jesienią 1960 roku rozpoczęto budowanie nowej sali gimnastycznej. Przy tej okazji zrekonstruowano także centralne ogrzewanie i sieć kanalizacyjną. Można przypuszczać, że remont ten był jednym z powodów późniejszej utraty budynku na Obrokach. Na początku lat 60. w myśl rozporządzenia ministerstwa szkoły średnie powinny łączyć się w większe całości, gimnazjum miało więc przejść pod szkołę czeską. Temu zamiarowi sprzeciwił się inspektor powiatowy. Ponieważ jednak stale obniżała się liczba uczniów w orłowskich szkołach polskich, miejskie i powiatowe władze szkolne w roku 1962 podjęły decyzję o połączeniu gimnazjum i szkoły podstawowej w Łazach razem z przeniesieniem siedziby gimnazjum z Obroków do nowego obiektu szkoły podstawowej. W budynku na Obrokach umieszczono (tymczasowo) szkołę specjalną i muzyczną. Podobno istniało poważne zagrożenie z powodu postępujących szkód górniczych. Stary budynek zburzony został w roku 1988.
- W latach 60. doszło do poważnych zmian tras komunikacyjnych i tym samym do zaniku atrakcyjności Orłowej jako miasta, leżącego w centrum wielu połączeń pociągowych i tramwajowych. Do łaziańskiego gimnazjum zgłaszało się mniej uczniów. W roku 1964 dochodzi więc do połączenia trzech klas Polskiej Ogólnokształcącej Szkoły Średniej w Łazach i jej odpowiedniczki w Czeskim Cieszynie.

### 1964–1992
- W pawilonach łaziańskich gimnazjum przetrwało do końca roku (kalendarzowego) 1992.
- Od 1 września 1969 funkcjonowało znowu w formie czteroletniej szkoły ogólnokształcącej, której celem było przygotowanie przyszłych studentów uczelni wyższych w Czechach i Polsce. Jednak szkody górnicze znów dały znać o sobie i podjęto decyzję o przenosinach siedziby szkoły do miasta powiatowego Karwiny.

### 1993–2009
- Koniec roku 1992 oznaczał przeprowadzkę gimnazjum do pomieszczeń byłej szkoły podstawowej w Karwinie–Granicach. W tym samym budynku mieści się również prywatna Akademia Handlowo-Bankowa.
- W roku 1997 nasza szkoła przyłączyła się do Stowarzyszenia Liceów Ogólnokształcących imienia Juliusza Słowackiego z siedzibą w Chorzowie.
- 6 czerwca 2009 roku w Domu Kultury w Orłowej-Lutyni obchodzono rocznicę stulecia powstania szkoły. Wystąpiła młodzież szkolna razem ze znanymi absolwentami placówki. Obecni byli Maciej Płażyński, Jan Pastwa, Jerzy Kronhold, Zbigniew Zaborowski, Józef Szymeczek, Zygmunt Stopa i inni
- Klasa IVD zakończyła naukę w gimnazjum poprzez zdanie egzaminu maturalnego, który przebiegał od 18 do 20 maja 2009. Ostatnie świadectwa w karwińskiej placówce gimnazjum rozdano klasom IID i IIID dnia 30 czerwca 2009 roku.
- Od 1 września 2009 nauka kontynuowana jest w budynku gimnazjum z polskim językiem nauczania w Czeskim Cieszynie.
- Dnia 7 października 2009 Kongres Polaków ustalił listę 10 nominowanych w konkursie „Tacy jesteśmy 2009”. W ich gronie był absolwent gimnazjum, młody aktor Zbigniew Kalina i wykonanie hymnu szkół im. Juliusza Słowackiego „Testament mój” przez grupę rockową Glayzy i chór szkolny Alaudae na zakończeniu uroczystości jubileuszowej 6.6.2009 w Orłowej.
- Nagroda „Złoty jestem” przyznana została 28.11.2009.

## Przedmioty
- Język polski, czeski, niemiecki, francuski, rosyjski, angielski, łacina, filozofia, historia powszechna, geografia, matematyka, chemia, fizyka, historia naturalna (biologia), mineralogia, śpiew, muzyka, rysunki, religia katolicka i ewangelicka, gimnastyka – to przedmioty obowiązkowe w gimnazjum na przestrzeni lat trzydziestych, do roku szkolnego 1948/49 włącznie. Przedmiotami nadobowiązkowymi były: stenografia, zajęcia praktyczne, roboty ręczne, gotowanie.
- W roku szkolnym 1922/23 nauczano również kaligrafii, psychologii i geometrii wykreślnej.
- W jubileuszowym roku szkolnym 2008/2009 obowiązuje następujący spis przedmiotów: język polski, czeski, angielski, niemiecki, rosyjski, francuski, podstawy nauk społecznych, historia, geografia, matematyka, fizyka, chemia, biologia, informatyka, wychowanie muzyczne, plastyczne i fizyczne – to przedmioty obowiązkowe.
- Przedmioty wybieralne(w klasach III i IV): seminarium z biologii, chemii, matematyki, geografii, historii, nauk społecznych, języka polskiego, angielskiego, rosyjskiego.
- Przedmioty nadobowiązkowe: gry sportowe i wychowanie muzyczne.

## Dyrektorzy gimnazjum
1. Jan Jarosz (1909–1912)
2. Kazimierz Piątkowski (1912–1920)
3. Piotr Feliks (1920–1939)
4. Alojzy Drozd (1945–1964)
5. Antoni Zahraj (1964–1970)
6. Jan Kowala (1970–1984)
7. Bogdan Kisza (1984–1996)
8. Alojzy Kufa (1996–2001)
9. Krystyna Herman (2001–2011)
10. Andrzej Bizoń (2011–2018)
11. Maria Jarnot (od 2018)